# Aleksandr Miedynski
Aleksandr Iwanowicz Miedynski, ros. Александр Иванович Медынский (ur. w 1890 w Winnicy, zm. 18 października 1969 w Montmorency) – rosyjski wojskowy (podpułkownik), działacz emigracyjny, dowódca Kozackiej Brygady Konnej „Białoruś”, oficer Kozackiego Stanu, a następnie komendant 1 Kozackiej Szkoły Junkierskiej podczas II wojny światowej.
W 1910 ukończył korpus kadetów w Kijowie, następnie konstantynowską szkołę artyleryjską w Sankt Petersburgu. Brał udział w I wojnie światowej. W 1918 wstąpił do nowo formowanych wojsk Białych. Doszedł do stopnia podpułkownika. W połowie listopada 1920 wraz z wojskami Białych został ewakuowany z Krymu do Gallipoli. Na emigracji zamieszkał w Paryżu. Był członkiem emigracyjnych organizacji rosyjskich. W 1938 wszedł w skład komisji rewizyjnej Zjednoczenia Kadetów – Kijowian. W 1943 brał udział w formowaniu kozackich oddziałów wojskowych w służbie niemieckiej. Od poł. marca do czerwca 1944 na okupowanej Białorusi dowodził Kosaken-Reiter-Brigade "Weißruthenien". Po jej rozwiązaniu wstąpił do Kozackiego Stanu. W lutym 1945 w stopniu pułkownika objął funkcję komendanta 1 Junkierskiej Szkoły Kozackiej w składzie Kozackiego Stanu. Po kapitulacji Kozaków przed Brytyjczykami wraz z pozostałymi wojskowymi Kozackiego Stanu został wydany Sowietom. Po procesie skazano go na karę wieloletniego pobytu w łagrach. W 1956 został wypuszczony na wolność, po czym wyjechał do Francji.